# Étoile Carouge FC
Étoile Carouge FC – szwajcarski klub piłkarski z siedzibą w Carouge w kantonie Genewy.

## Historia
Étoile Carouge Football Club został założony w 1904 roku w wyniku fuzji Étoile Sportive i FC Carouge. W 1923 Étoile Carouge awansował do Ligue Nationale i występował w niej przez kolejne dziesięć lat. W sezonie 1927-1928 klub wygrał rozgrywki grupy wschodniej i awansował do grupy finałowej, gdzie zajął ostatnie, trzecie miejsce. Była to najwyższa lokata uzyskana przez klub z Carouge w historii jego występów w szwajcarskiej ekstraklasie.
W 1934 roku Étoile Carouge powrócił na jeden sezon do Ligue Nationale, po czym na ponad cztery dekady klub utknął w drugiej i trzeciej lidze. W 1977 roku Étoile Carouge powrócił na jeden sezon do Ligue Nationale A, po czym na prawie dwie dekady klub utknął w drugiej i trzeciej lidze. W 1997 roku klub po raz ostatni wrócił do szwajcarskiej ekstraklasie, ale podobnie jak poprzednio pobyt w elicie trwał tylko sezon. Obecnie Étoile Carouge występuje w Swiss Challenge League.

## Sukcesy
- 3. miejsce w Ligue Nationale A: 1928.
- 13 sezonów w Ligue Nationale A: 1923–1933, 1934–1935, 1977–1978, 1997–1998.

## Znani piłkarze w klubie
| - Néstor Subiat - Philippe Pottier - Johan Djourou - André Abegglen - Robby Langers - Philippe Vercruysse - Mehmed Baždarević | - Samir Boughanem - Lorenzo Donati - Ryszard Tarasiewicz - Robert Wallon - Lantame Ouadja - Tadjou Salou - Alexandre Alphonse |

## Trenerzy
- Radu Nunweiller (1989-1990)

## Sezony wLigue Nationale A
| Sezon   | Uzyskane Miejsce   |
| ------- | ------------------ |
| 1923-24 | 7 w gr. zachodniej |
| 1924-25 | 3 w gr. zachodniej |
| 1925-26 | 4 w gr. zachodniej |
| 1926-27 | 4 w gr. zachodniej |
| 1927-28 | 3 w gr. finałowej  |
| 1928-29 | 6 w gr. zachodniej |
| 1929-30 | 4 w gr. zachodniej |
| 1930-31 | 4 w gr. wschodniej |
| 1931-32 | 4 w gr. 1          |
| 1932-33 | 8 w gr. 1 (spadek) |
| 1934-35 | 14 (spadek)        |
| 1977-78 | 11 (spadek)        |
| 1997-98 | 12 (spadek)        |